# Catedral de Santa Isabel (Košice)
La catedral de Santa Isabel en la ciudad eslovaca de Košice (eslovaco: Dóm svätej Alžbety, húngaro: Szent Erzsébet-székesegyház, alemán: Dom der Heiligen Elisbeth) es el templo de mayor tamaño de Eslovaquia, con una superficie de 1200 m² y la catedral gótica situada más al este de Europa. Su arquitectura tiene clara influencia sobre los edificios de las ciudades más próximas como Prešov, Bardejov, Sabinov y Rožňava, y también en la arquitectura religiosa de algunas iglesias de Polonia y Transilvania (Sibiu, Brasov o Cluj). La catedral de Santa Isabel, junto a la capilla de San Miguel y a la torre de Urbano, forman un conjunto monumental que fue declarado monumento nacional en el año 1970. Es la catedral de la arquidiócesis de Košice.

## Historia

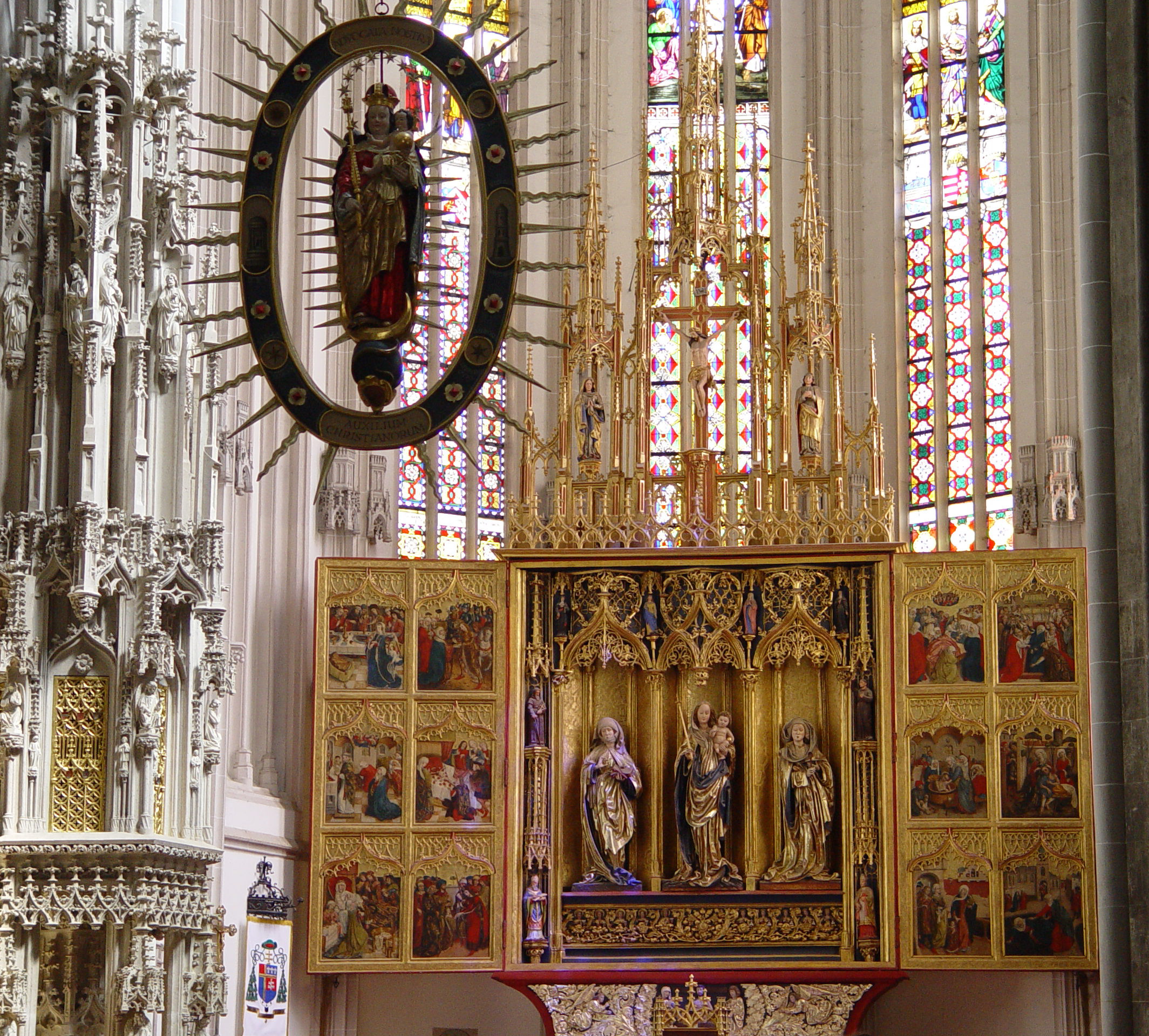
Retablo de Santa Isabel en el altar mayor de la catedral.

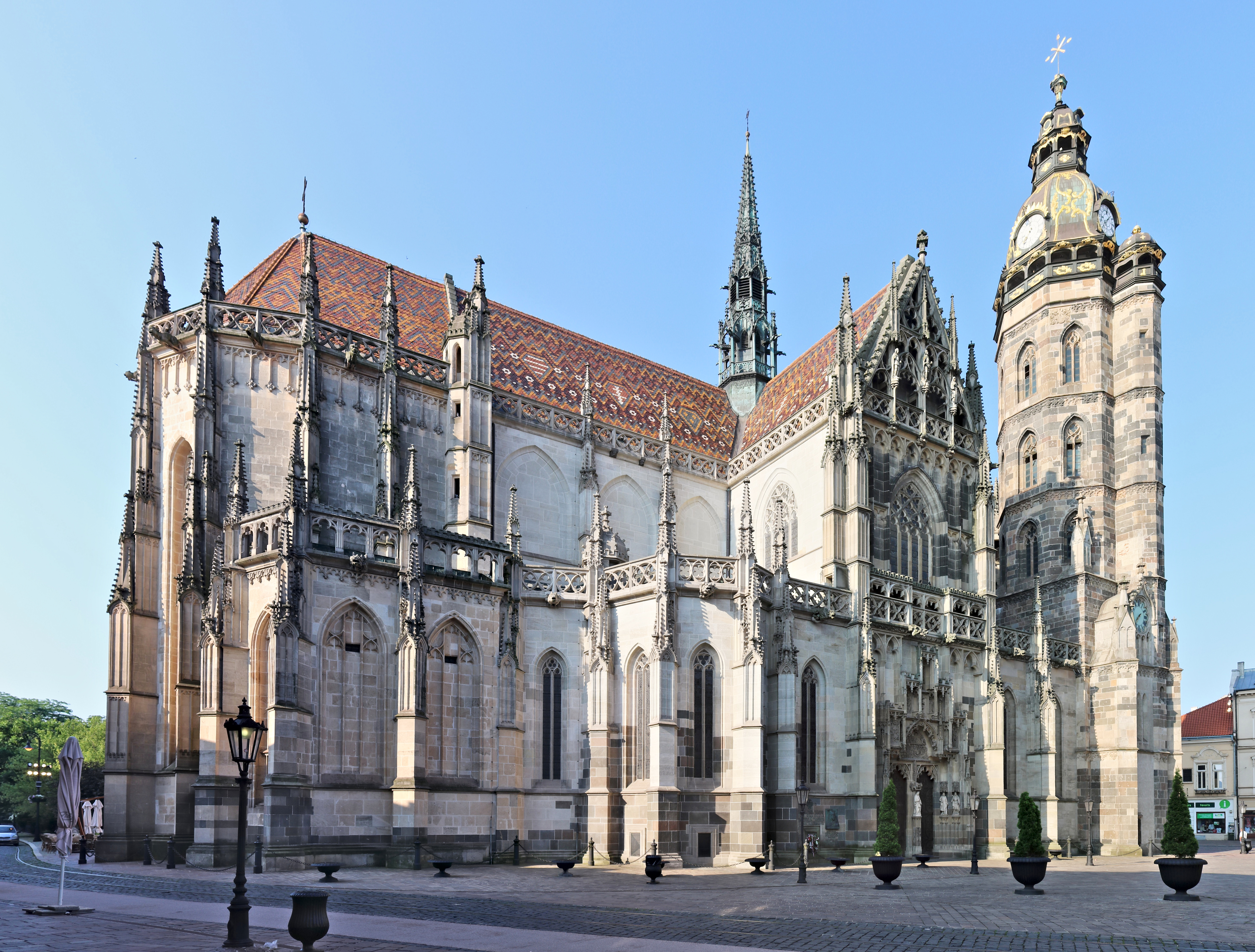
Vista de la catedral

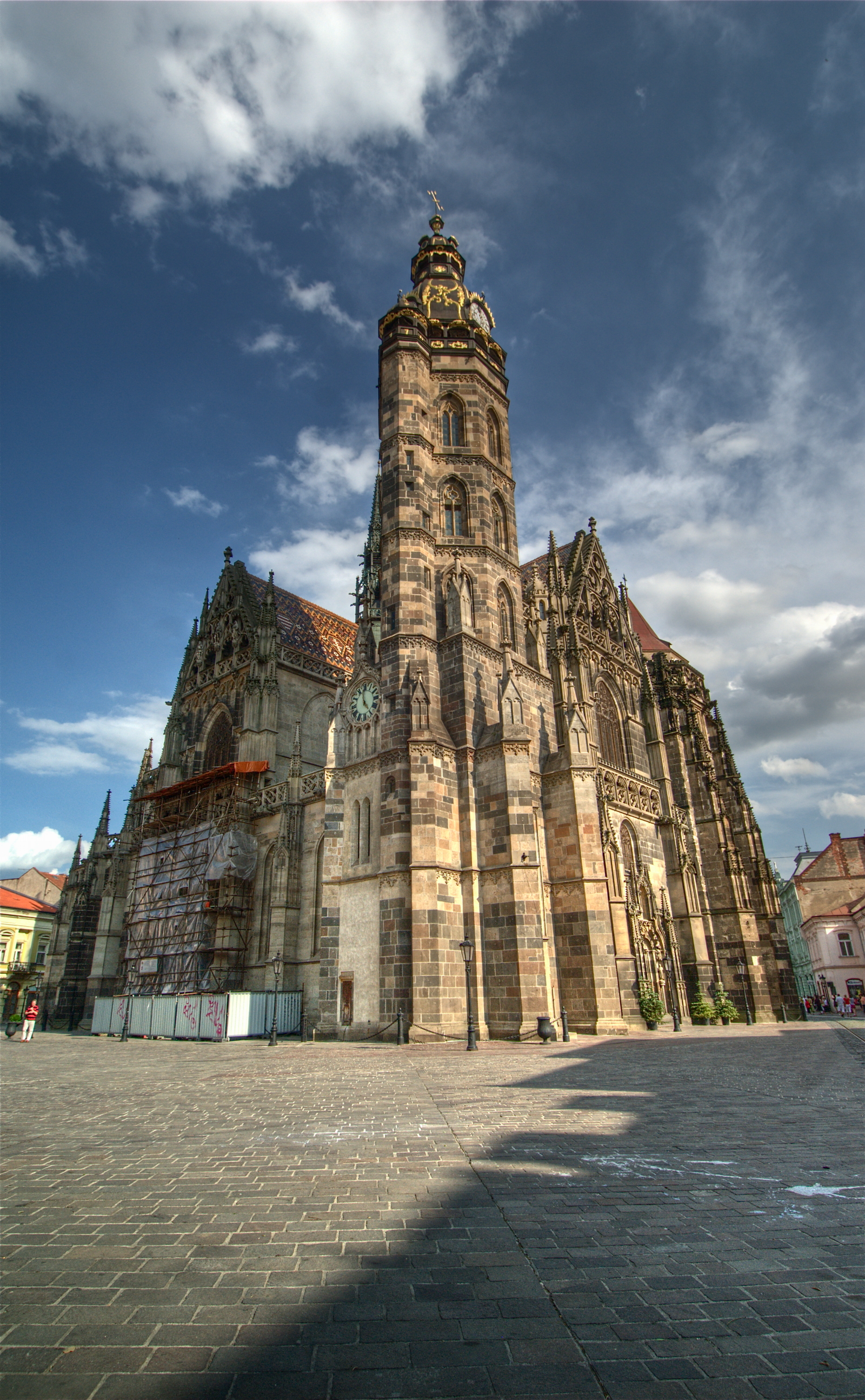
Otra vista de la catedral

Los datos más antiguos sobre la existencia de la ciudad de Košice datan de 1230, y ya hablan sobre la existencia de la iglesia parroquial. En la catedral de Santa Isabel se ha ido reflejando todo el proceso de transformación del primitivo asentamiento de una comunidad rural en una ciudad. De acuerdo con los datos históricos, la catedral actual fue construida en el emplazamiento de un templo más antiguo que también fue consagrada a Santa Isabel de Hungría y que ardió en 1370. 
El actual templo se construyó en el estilo gótico en varias etapas desde 1378 hasta 1508. La catedral ha sufrido numerosos daños y otras tantas restauraciones. Los trabajos de restauración de mayor envergadura se llevaron a cabo entre los años 1877-1896 bajo el proyecto de Imre Steindl. La torre norte fue terminada en 1775, mientras que la torre sur de Matías Corvino, en 1904. Durante la última fase de la restauración se construyó una cripta bajo la nave norte y en 1906, donde se enterraron los restos de Francisco Rákóczi II.

## Edificio
La actual composición de la catedral presenta una planta de cinco naves con intersección de la principal y la nave transversal, y un presbiterio poligonal. En la intersección de las naves se levante una torre metálica. La longitud exterior es de 60 m, su anchura de 36 m, la altura de la torre norte de 59 m, la nave es de 24 m y el crucero 12 m. 

## Contenido artístico
Es destacable en el interior de la catedral el retablo de Santa Isabel, en el altar mayor, realizado entre 1474 y 1477, en el centro cuenta con tres estatuas de madera policromada que representan a Santa Isabel, la Virgen María con el niño y Santa Isabel de Hungría. El altar tiene dos puertas laterales que muestran en 48 tablas, escenas de la vida de Santa Isabel de Hungría, la pasión y el Adviento. Los otros retablos que adornan el templo son el retablo de la Anunciación, el de San Antonio de Padua, el de la sagrada familia, el de los reyes magos, el de San José, el de los tres mártires de Kosice y el retablo de la santa cruz. También destacan los restos de pintura mural recuperados a partir de la reforma llevada a cabo en 1892.